# Tours-i Szent Márton és Flüei Szent Miklós-plébániatemplom
A Tours-i Szent Márton és Flüei Szent Miklós-plébániatemplom modern épülete Budapest Vizafogó városrészében, a Váci úton, irodaházak között áll, 1985. november 16-án Lékai László bíboros, esztergomi érsek szentelte fel Tours-i Szent Márton és Flüei Szent Miklós tiszteletére. A harminc év alatt leromlott állapotú épületet 2016-ban kezdték felújítani, korszerűsíteni. Az elkészült templomot egy évvel később, 2017. szeptember 23-án áldotta meg Erdő Péter bíboros.

## Galéria

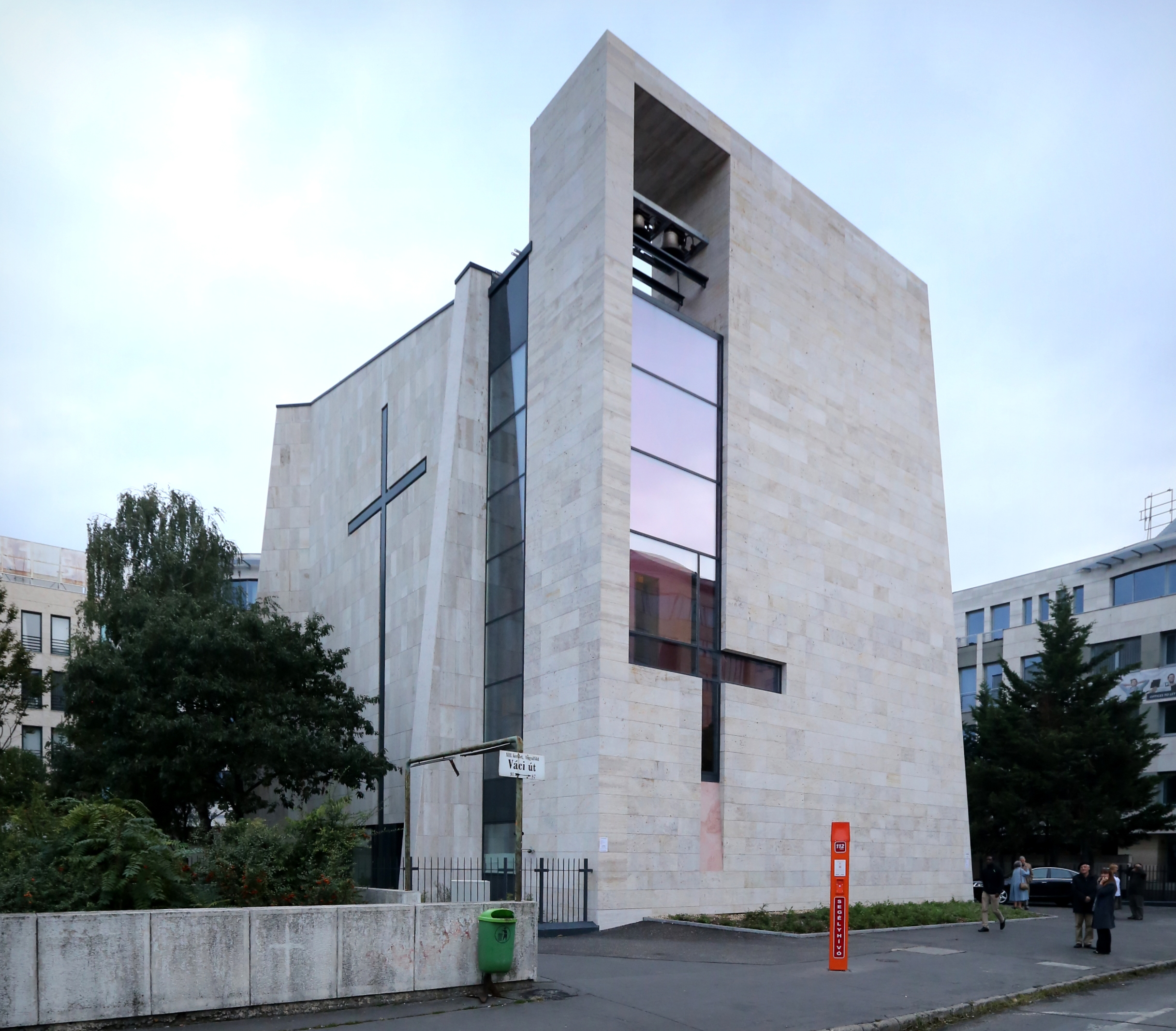
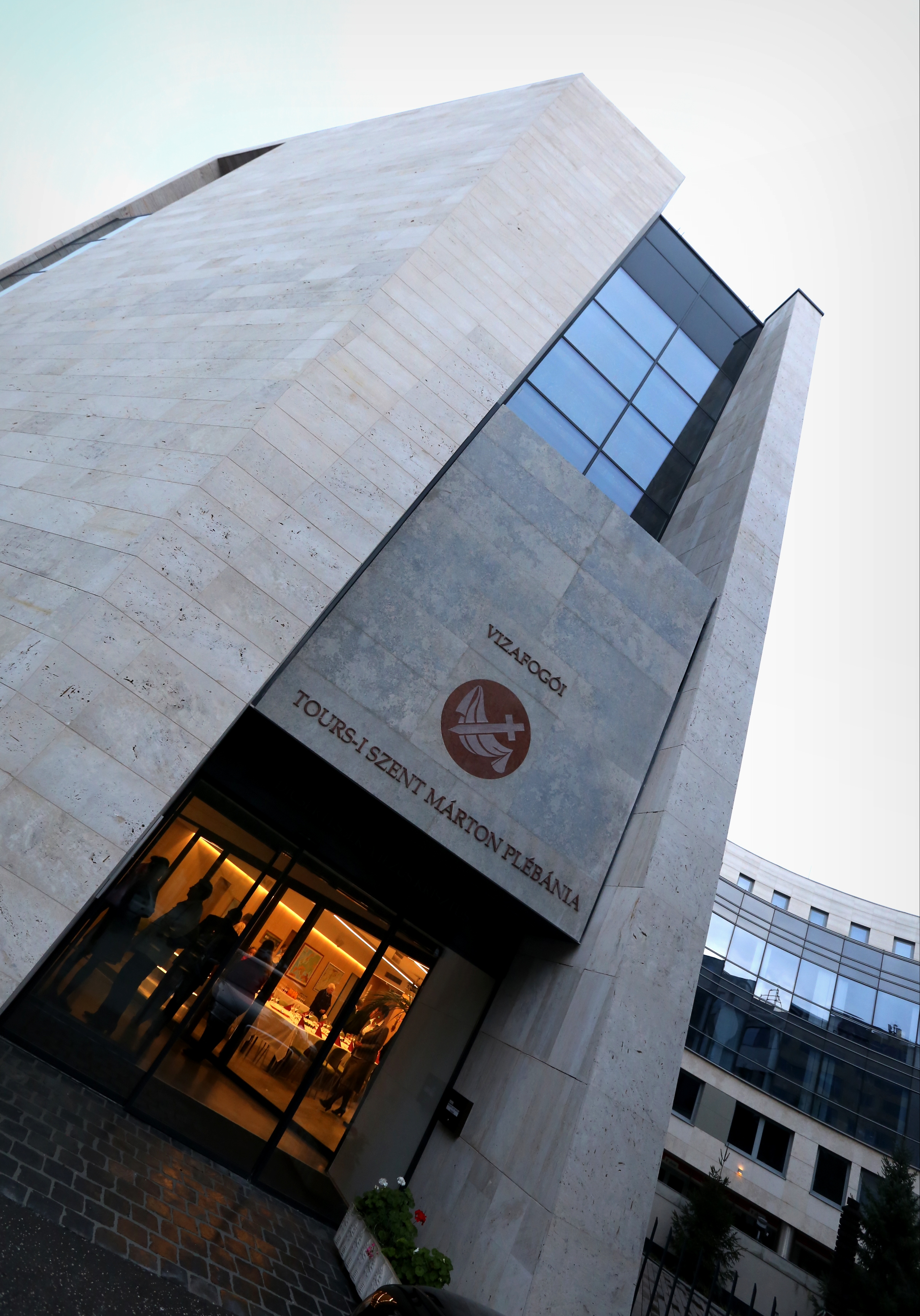
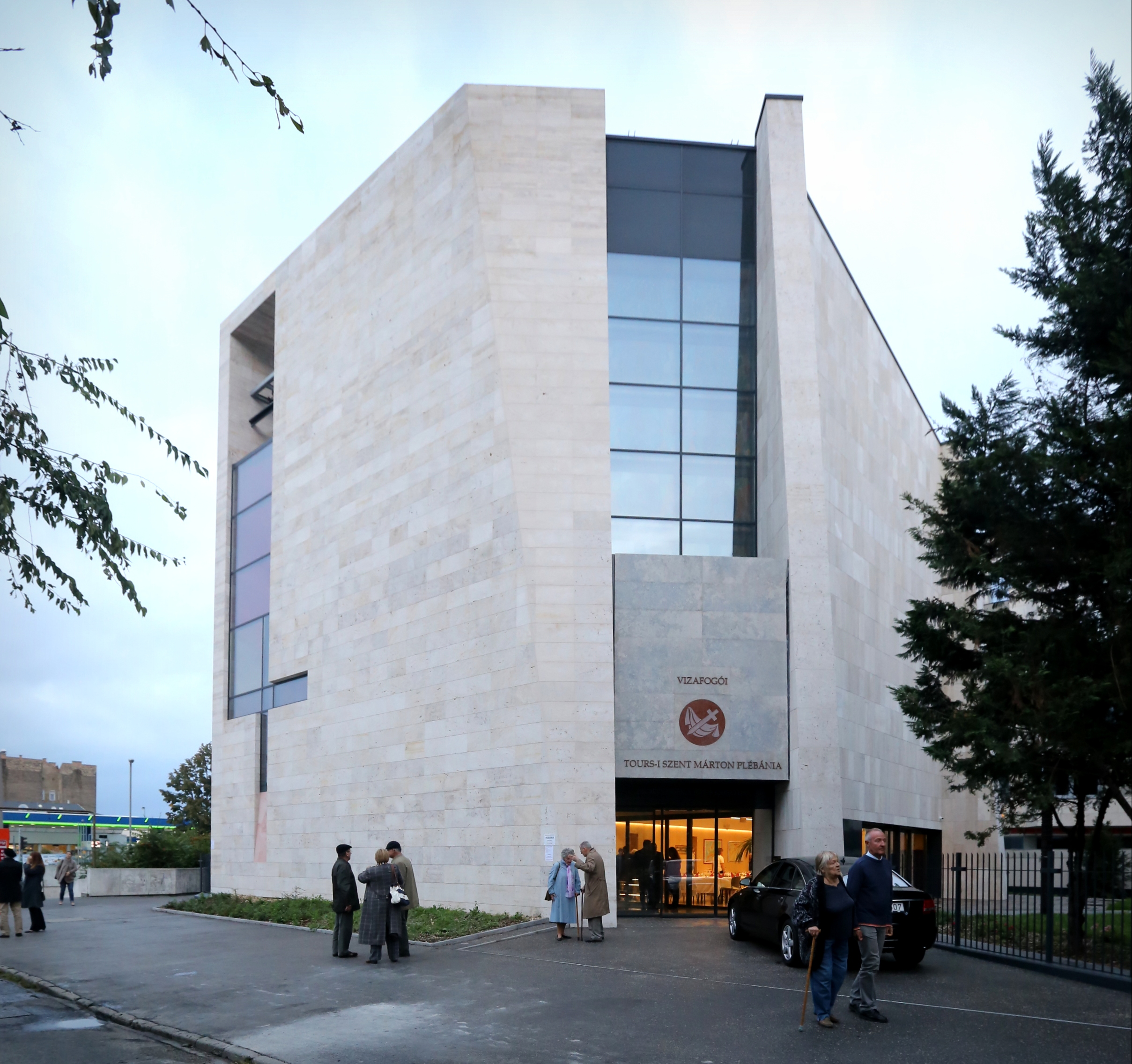
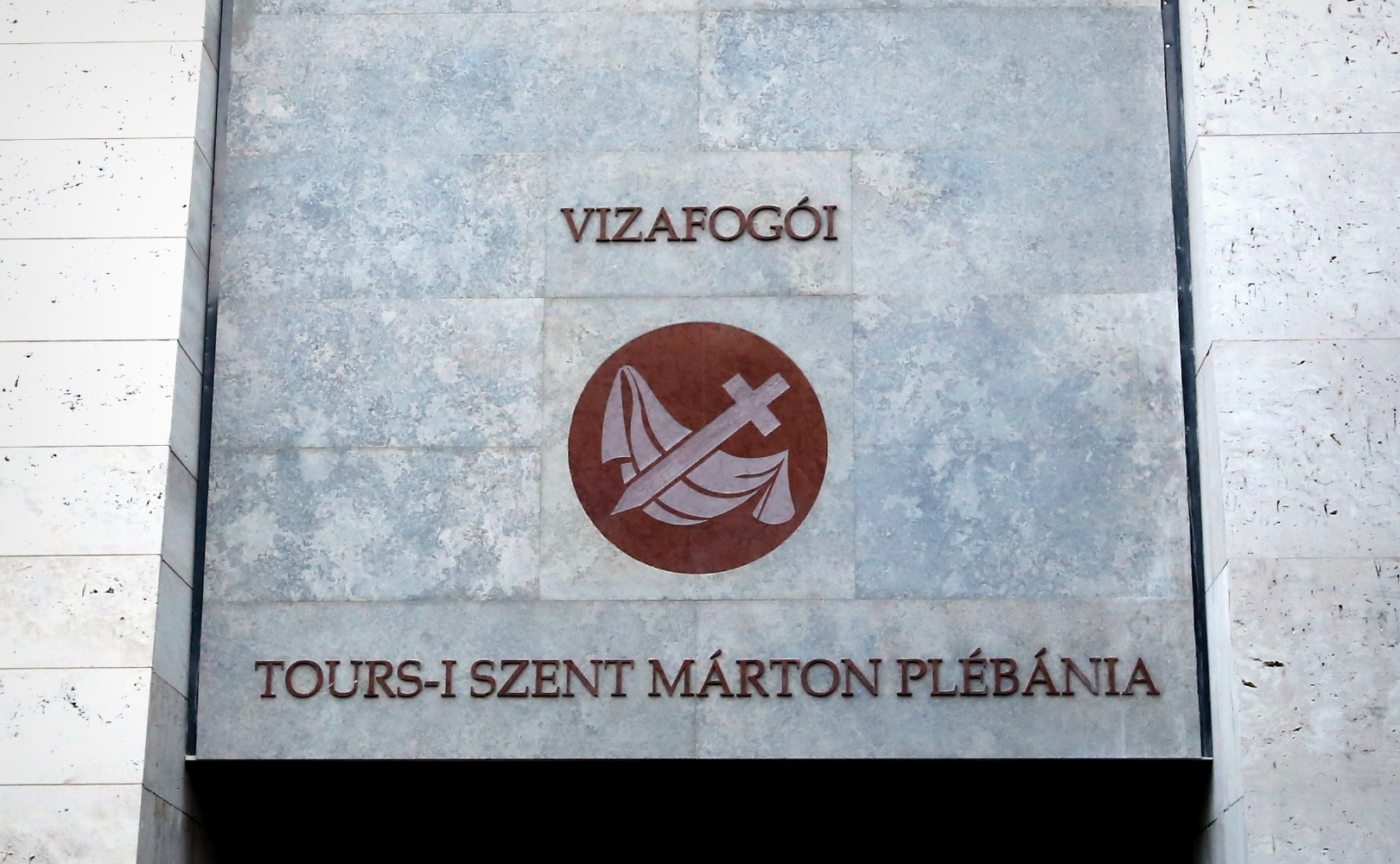
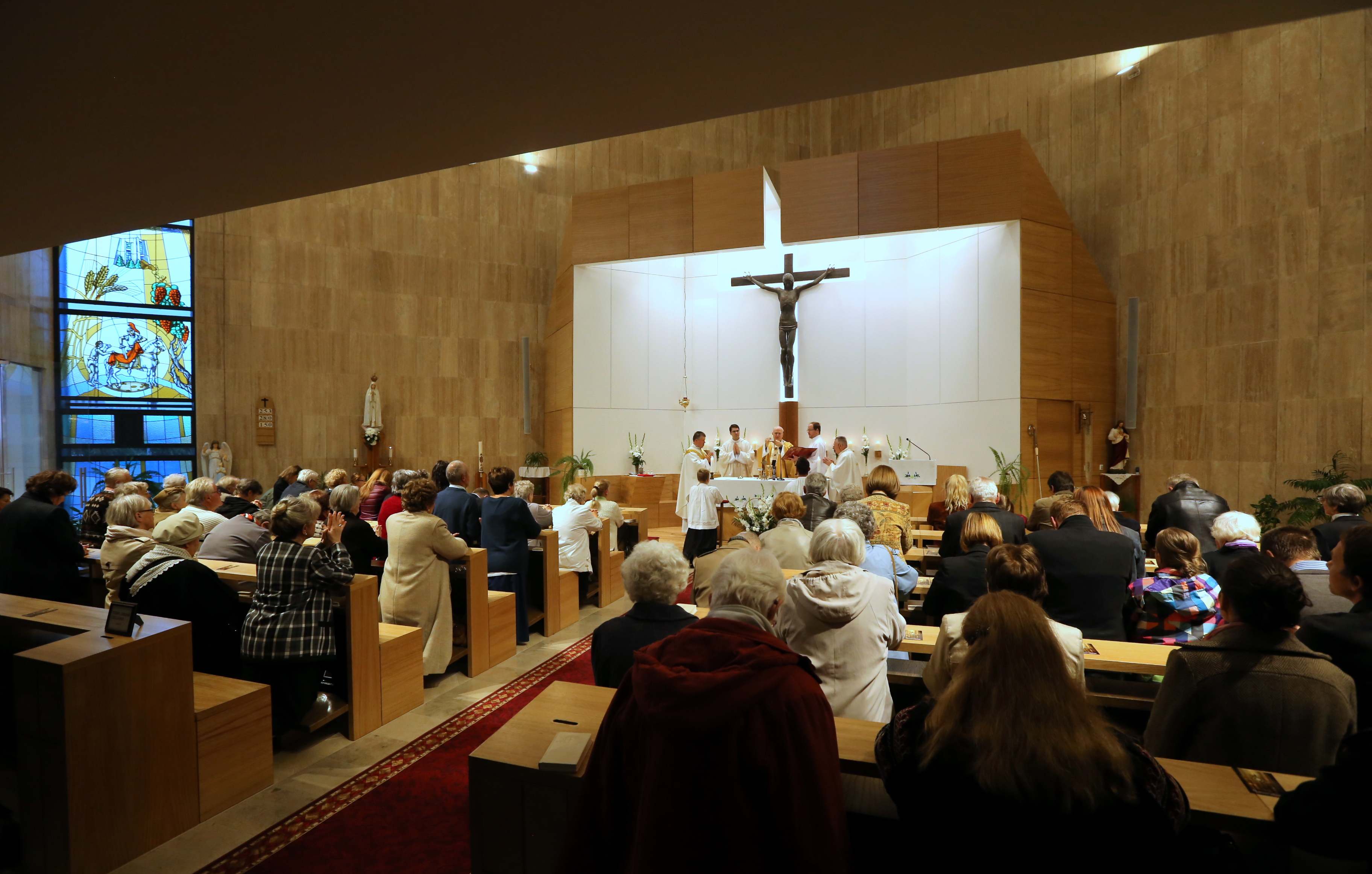
Ünnepi szentmise, 2017. szeptember 23.
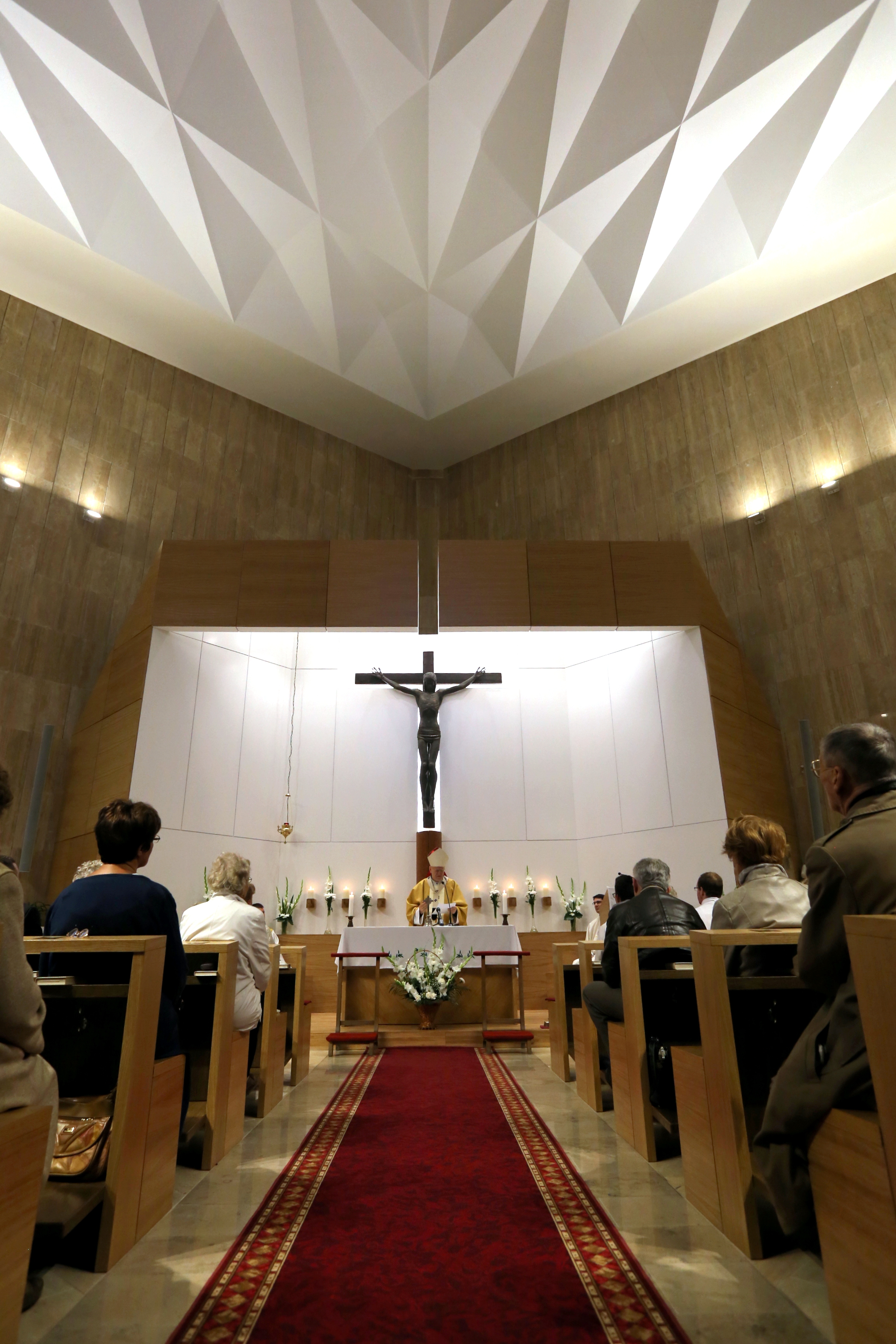
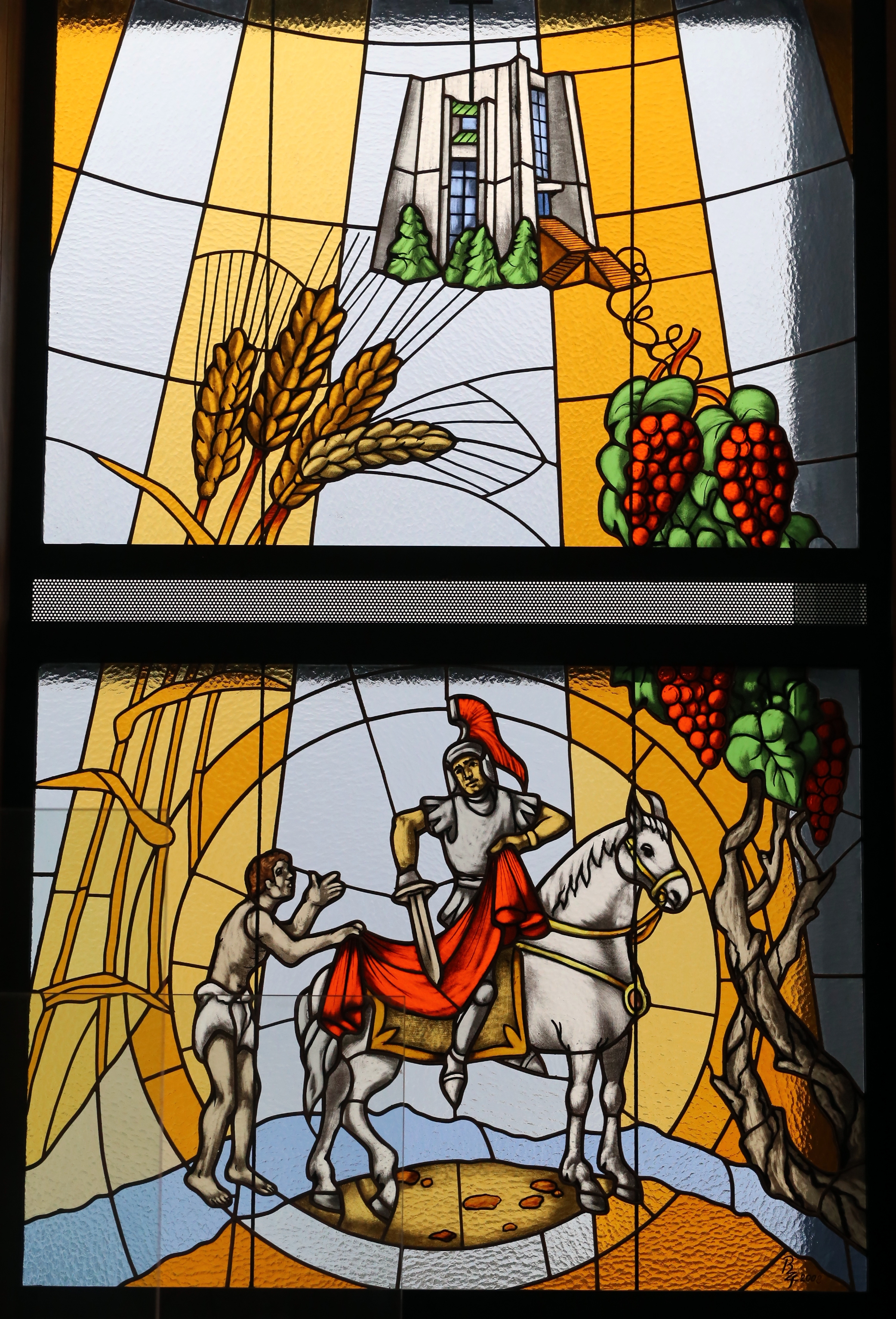
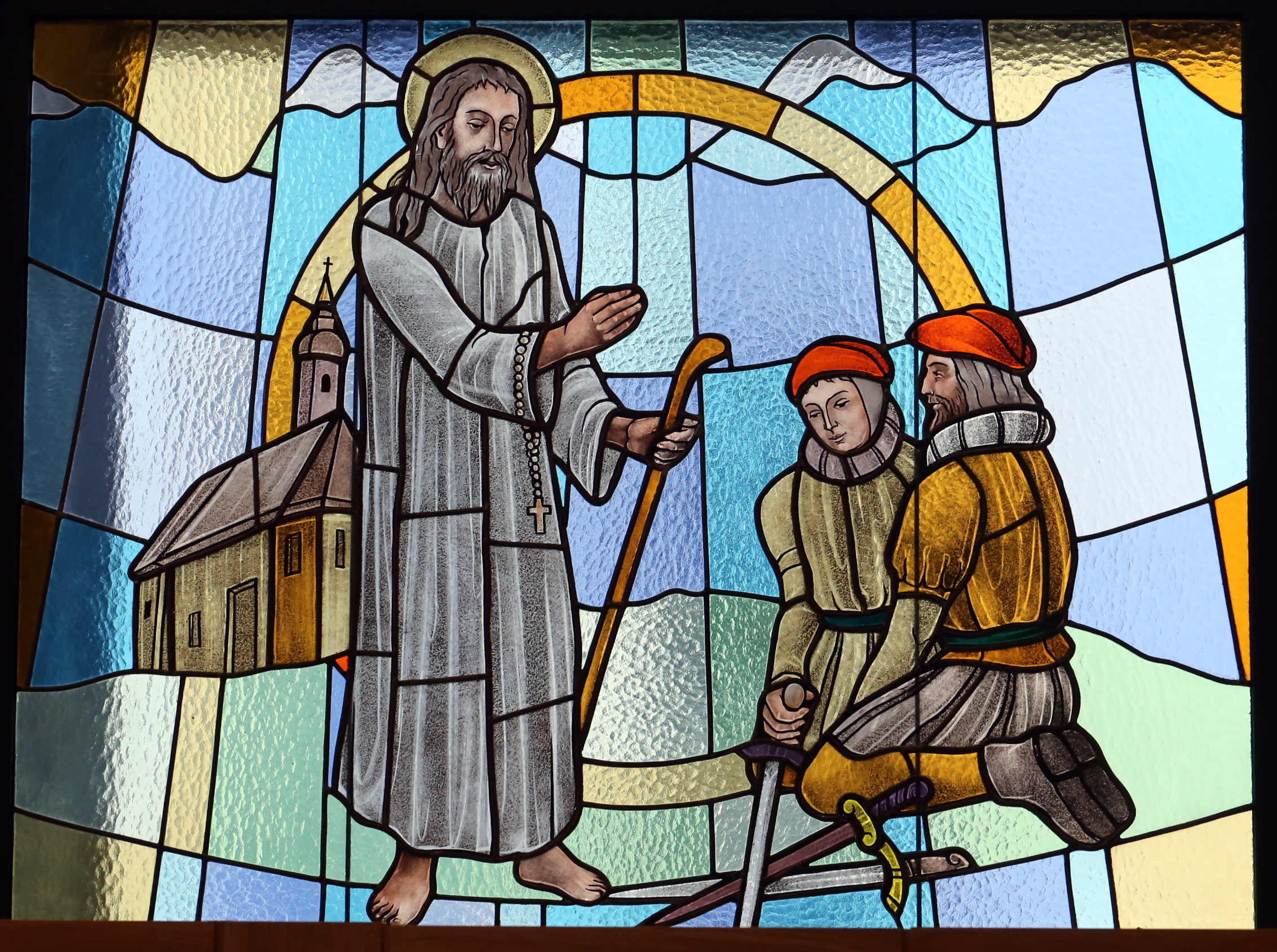
Szent Márton-üvegablak
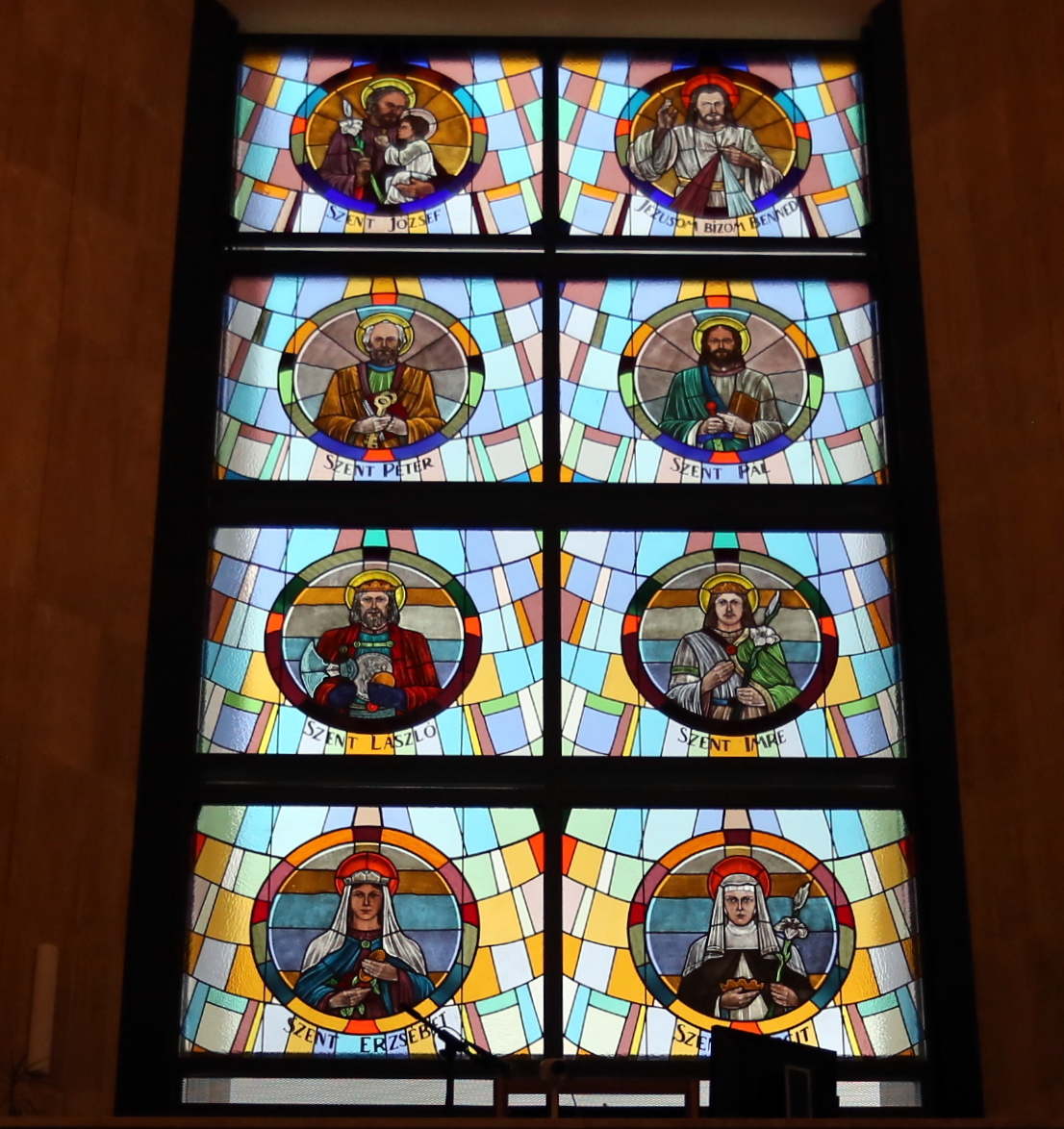
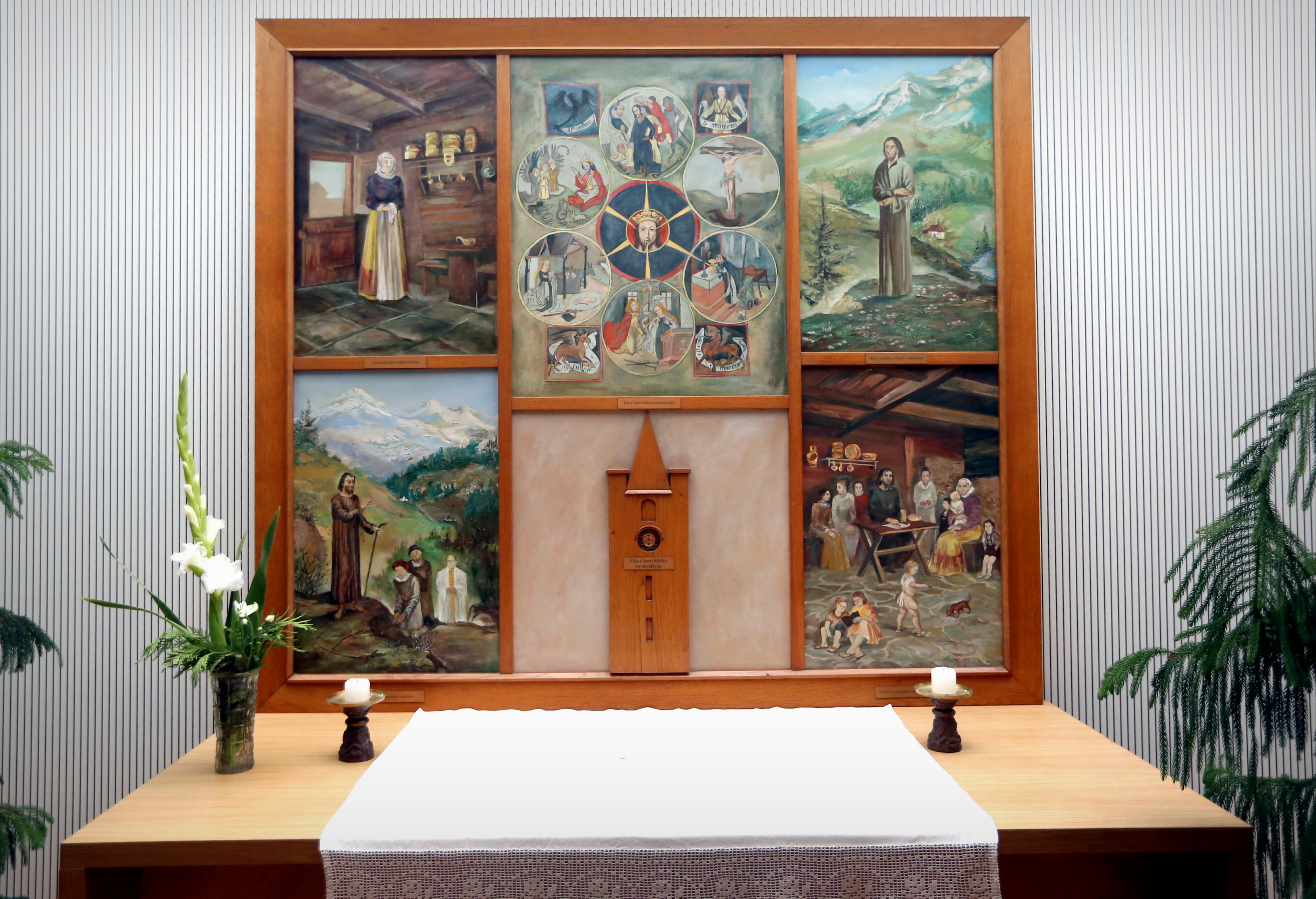
Flüei Szent Miklós-oltár (Mihályfi Mária műve)
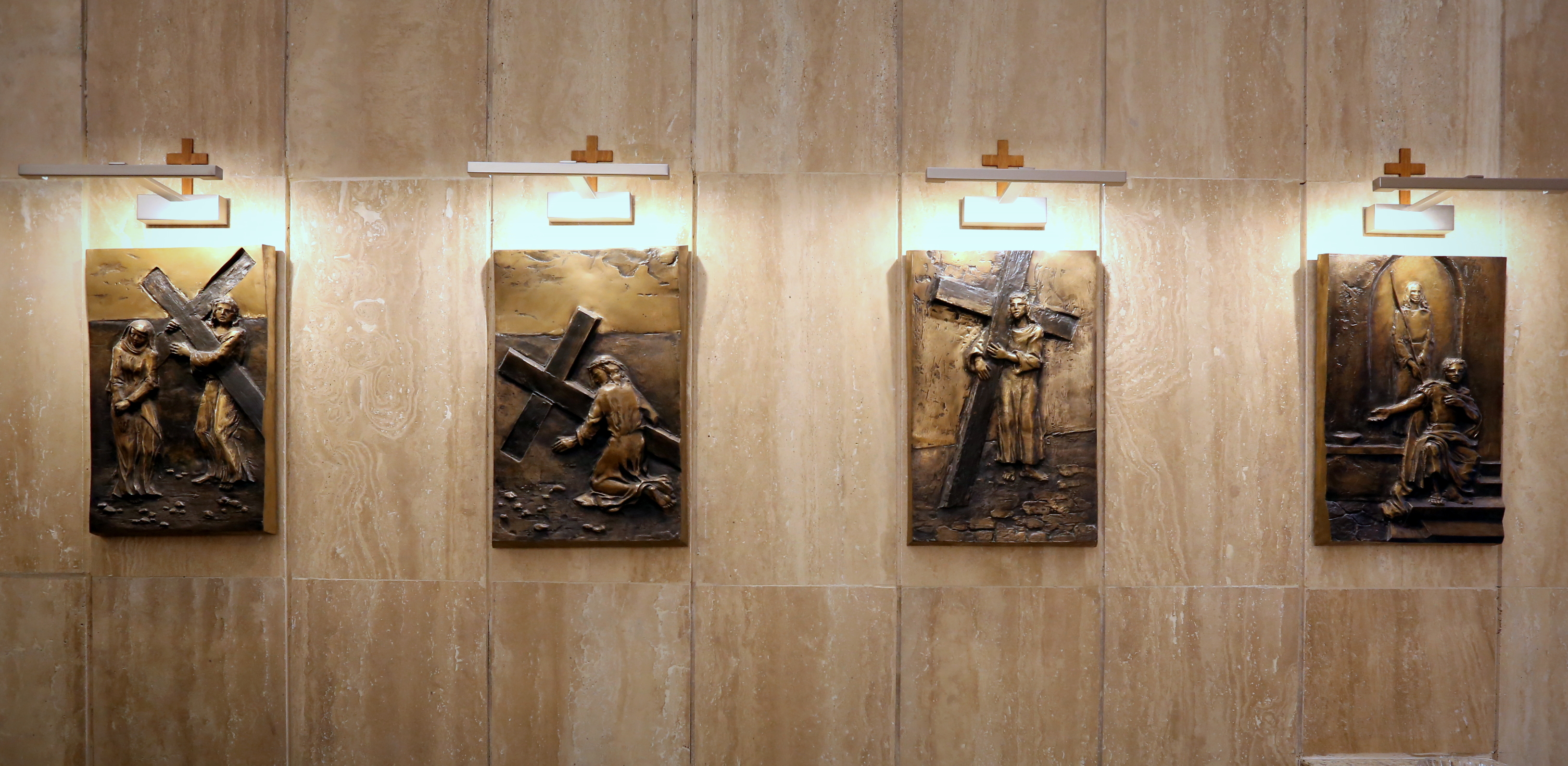
Keresztúti stációk